# Attaque de Mainok
Insurrection de Boko Haram
Batailles
L'attaque de Mainok a lieu le 25 avril 2021, pendant l'insurrection de Boko Haram. Il s'achève par une victoire des djihadistes de l'État islamique en Afrique de l'Ouest qui tendent une embuscade à un convoi des Forces armées nigérianes.

## Déroulement
Le 25 avril 2021, un groupe de djihadistes de l'État islamique en Afrique de l'Ouest tendent une embuscade à un convoi de l'armée nigériane près de Mainok, alors que celui-ci acheminait des armes pour la ville Maiduguri, située à 58 kilomètres à l'est ,,. Les combats débutent vers midi, lorsque les djihadistes lancent l'attaque avec une vingtaine de véhicules, dont quatre blindés. Ils font alors pleuvoir une pluie de roquettes, puis submergent le convoi et s'emparent de deux véhicules blindés.
Après l'embuscade, les assaillants prennent d'assaut la base militaire de Mainok, située à proximité de la ville. Cette base est ensuite partiellement brûlée, ainsi que plusieurs véhicules.
Des forces militaires arrivent en renfort de Damaturu, mais elles tombent à leur tour dans une embuscade où elles laissent trois morts, neuf blessés et un véhicule  MRAP. Un drone de l'armée de l'air aurait également bombardé accidentellement un véhicule de l'armée, tuant 20 personnes,. 
Les djihadistes prennent ensuite la fuite, au moment où l'armée de l'air intervient pour effectuer des frappes aériennes,. 

## Pertes
Selon les déclarations à l'AFP, sous couvert d'anonymat, d'un officier de l'armée nigérienne, 31 militaires sont tués dans l'embuscade, dont un lieutenant-colonel placé à la tête du détachement.
À l'intérieur de la base, les djihadistes détruisent un char de combat T-55, un BTR-4EN, et s'emparent de plusieurs MRAP,,. 